# Loire Aviation
 (août 2019).
Si vous disposez d'ouvrages ou d'articles de référence ou si vous connaissez des sites web de qualité traitant du thème abordé ici, merci de compléter l'article en donnant les références utiles à sa vérifiabilité et en les liant à la section « Notes et références ».
Pour les articles homonymes, voir Loire (homonymie).
Loire Aviation était un constructeur aéronautique français issu du groupe naval des Ateliers et Chantiers de la Loire. Implanté à Saint-Nazaire, il a fusionné en 1934 avec Nieuport-Astra avant de se transformer en SNCAO en 1936.

## Historique
En 1923, les Ateliers et Chantiers de la Loire décidèrent d’affecter une usine située à Saint-Nazaire à la construction aéronautique. Un accord fut trouvé avec les Établissements Gourdou-Leseurre et sous la direction de Mignot cette usine devait produire 257 Gourdou-Leseurre 32 destinés à équiper les groupes de chasse de l’Aéronautique navale. Durant cette période les appareils dessinés par le bureau d’études Gourdou-Leseurre étaient baptisés Loire-Gourdou-Leseurre.
L’association avec Gourdou-Leseurre fut rompue en 1928 et en 1930 les Ateliers et Chantiers de la Loire rebaptisèrent leur département aéronautique Loire Aviation. Disposant désormais de son propre bureau d’études avec les ingénieurs Asselot, Jarrion, Guegand et Yves Jan-Kerguistel, Loire Aviation se lança donc dans la construction de ses propres appareils, le premier étant un monomoteur colonial à moteur Salmson de 250 ch, le Loire 10, dont deux exemplaires furent commandés au titre du Programme des Avions Coloniaux de 1930 avec un moteur Lorraine de 300 ch, devenant des Loire 11. Loire Aviation devait produire 232 appareils de sa conception, 70 Potez 25 A2, 19 Bloch MB.200 et 40 Dewoitine D.501 jusque fin juin 1935.
En août 1933, les Ateliers et Chantiers de la Loire s’associèrent avec la Société Nieuport-Astra, chaque entreprise conservant la maitrise de son bureau d’études, ce qui explique que les Loire 250 et Loire-Nieuport LN 161 se soient trouvés en concurrence pour le marché des monoplaces de l’Armée de l’Air, marché remporté par le Morane-Saulnier MS.405.
Les deux entreprises fusionnèrent finalement le 1er juillet 1935 avec la création de la Société Anonyme Loire-Nieuport. L’entreprise disposait de deux usines (Saint-Nazaire et Issy-les-Moulineaux), de deux terrains d’essais (La Baule-Escoublac, et Villacoublay) et son siège social était situé 4 rue de Téhéran à Paris, le Directeur Général étant Henry de l'Escaille.
En application de la loi de nationalisation des industries aéronautiques du 11 août 1936, Loire-Nieuport devint Société nationale des constructions aéronautiques de l'Ouest (SNCAO) le 16 janvier 1937,.

## Quelques modèles
- Loire 10
- Loire 11, avion de transport 3 places, destiné aux colonies (1930, 2 exemplaires construits)
- Loire 43, avion de chasse (prototype 1933)
- Loire 45, avion de chasse (prototype 1933-1935)
- Loire 46, avion de chasse (1936-1940, 61 exemplaires construits), combattit pendant la guerre d'Espagne dans l'armée républicaine espagnole
- Loire 50 et Loire 501, hydravion de liaison
- Loire 60, hydravion de reconnaissance trimoteur (prototype)
- Loire 70, hydravion de patrouille maritime
- Loire 102, hydravion de transport quadrimoteur (1936, prototype)
- Loire 130, hydravion de reconnaissance[8]
- Loire 210, hydravion de chasse (1939, retiré du service l'année de son lancement à la suite de plusieurs accidents)
- Loire 250, avion de chasse (stade prototype)
- Loire 300
- Loire 301